# La Torreta (Sant Pere de Ribes)
La Torreta és una obra de Sant Pere de Ribes (Garraf) protegida com a Bé Cultural d'Interès Local.

## Descripció
Masia situada al nord del terme municipal, entre el Puig de la Torreta i el Mas d'en Giralt. És un edifici de planta en forma de "L", que es compon de diversos cossos superposats. Consta de planta baixa i pis i té la coberta a dues vessants amb el carener paral·lel a la façana. La façana posterior presenta tres contraforts. L'acabat exterior és arrebossat i pintat de color ocre.

## Història
Al cadastre de l'any 1717 hi consta Pere Giralt com a masover de la Torreta, mentre que el propietari era Josep Graell i Castelló de Vic. Més endavant., segons consta en el llibre d'Apeo de l'any 1847, la masia pertanyia al marquès de Sant Mori, Diego de Moixó i Cerdà, qui també era propietari de la Casa Gran, al nucli del Palou Baix.